# José Antonio Diez Díaz
José Antonio Diez Díaz (León, 1 de septiembre de 1968) es un geólogo y político español del Partido Socialista Obrero Español. Desde 2007 es concejal en el Ayuntamiento de León y desde el 5 de julio de 2019 es el alcalde de León.

## Biografía

### Primeros años y formación
Nació en la ciudad de León en el seno de una familia ligada a las siglas del PSOE, «los Nanetes». Es sobrino de Fernando y Alberto Díaz Aznar, dos militantes socialistas, activos en la clandestinidad durante el franquismo, y miembros fundadores del PSOE leonés en 1977. Se licenció en Ciencias Geológicas por la Universidad de Oviedo en 1991. Años más tarde realizó un máster en Administración y Dirección de Empresas por el Instituto de Empresa. Trabajó en el sector privado hasta que comenzó su carrera política como concejal.

### Carrera política
Tras las elecciones municipales de 2007 fue elegido concejal del Ayuntamiento de León, donde ejerció como responsable del área de Seguridad y Movilidad en el gobierno del alcalde Francisco Fernández hasta 2011. Revalidó su acta de concejal en las elecciones municipales de 2011 y fue designado portavoz del Grupo Municipal Socialista en 2012, cargo que mantuvo hasta 2019. Desde 2012, es secretario general de la Agrupación Local del PSOE de León desde, la agrupación con mayor número de afiliados del PSOE de Castilla y León.
En las elecciones municipales de 2015 encabezó la lista del PSOE a la alcaldía de la ciudad de León, pero no logró los apoyos necesarios para ser alcalde. Tras las elecciones de 2019 consiguió ser investido alcalde al ser el candidato más votado, y gobernó con el apoyo en su investidura de la Unión del Pueblo Leonés y del concejal Nicanor Pastrana, elegido en las listas de Podemos-Equo y expulsado de su partido tras entrar a formar parte del gobierno municipal.
Su mandato como alcalde de la capital leonesa está marcado por su carácter leonesista. A finales de 2019 se aprobó en el consistorio leonés una moción a favor de la constitución de la región leonesa como comunidad autónoma, basada en la aplicación del artículo 143 de la Constitución española. La moción fue aprobada con el voto favorable del Grupo Municipal Socialista, la UPL y el concejal independiente Nicanor Pastrana. Tras esta votación se trasladó el debate al resto de ayuntamientos de las provincias de León, Zamora y Salamanca.

## Vida personal
Reside con su familia en el barrio leonés de La Chantría. Está casado y tiene dos hijos.